# Noville-les-Bois
Pour les articles homonymes, voir Noville.
Noville-les-Bois (en wallon Noveye-dilé-Bwès) est une section de la commune belge de Fernelmont située en Région wallonne dans la province de Namur. Siège de la commune, elle y abrite la maison communale et le CPAS. Le Château-ferme de Fernelmont est situé  dans la section de Noville-les-bois.
C'était une commune à part entière avant la fusion des communes de 1977.
Le hameau de Sart-d'Avril fait partie de Noville-Les-Bois.

## Évolution démographique
- Source: DGS, 1831 à 1970=recensements population, 1976= habitants au 31 décembre

## Patrimoine et culture

### Patrimoine architectural
- Eglise Saint-Etienne. Construite en style classique datant de 1772 par l'abbaye de Salzinnes[1].
- Château de Fernelmont. Ancien siège d'une seigneurie du comté de Namur qui a été détachée de celle de Noville-les-Bois au XIIIe siècle, lors de l'établissement d'un cadet de famille dont le premier du nom, Godescale de Fernelmont qui apparaît en 1269 et dont le petit-fils Gérard, lient en fief une « partie de blokenhuct », c'est-à-dire de la tour forte en 1343. Aux XVe et XVIe siècles, il est la propriété des Longchamps, puis au XVIIe siècle des Marbais, des Barnitz et à la fin du XVIIIe siècle aux Harscamp[1].
- Ferme de Dompire. Rappelait le titulaire, Saint-Pierre, d'une antique chapelle disparue, citée à partir de 1474[2].
- Eglise Saint-Joseph de Sart d'Avril. Construite en style néo-gothique en 1876[3].

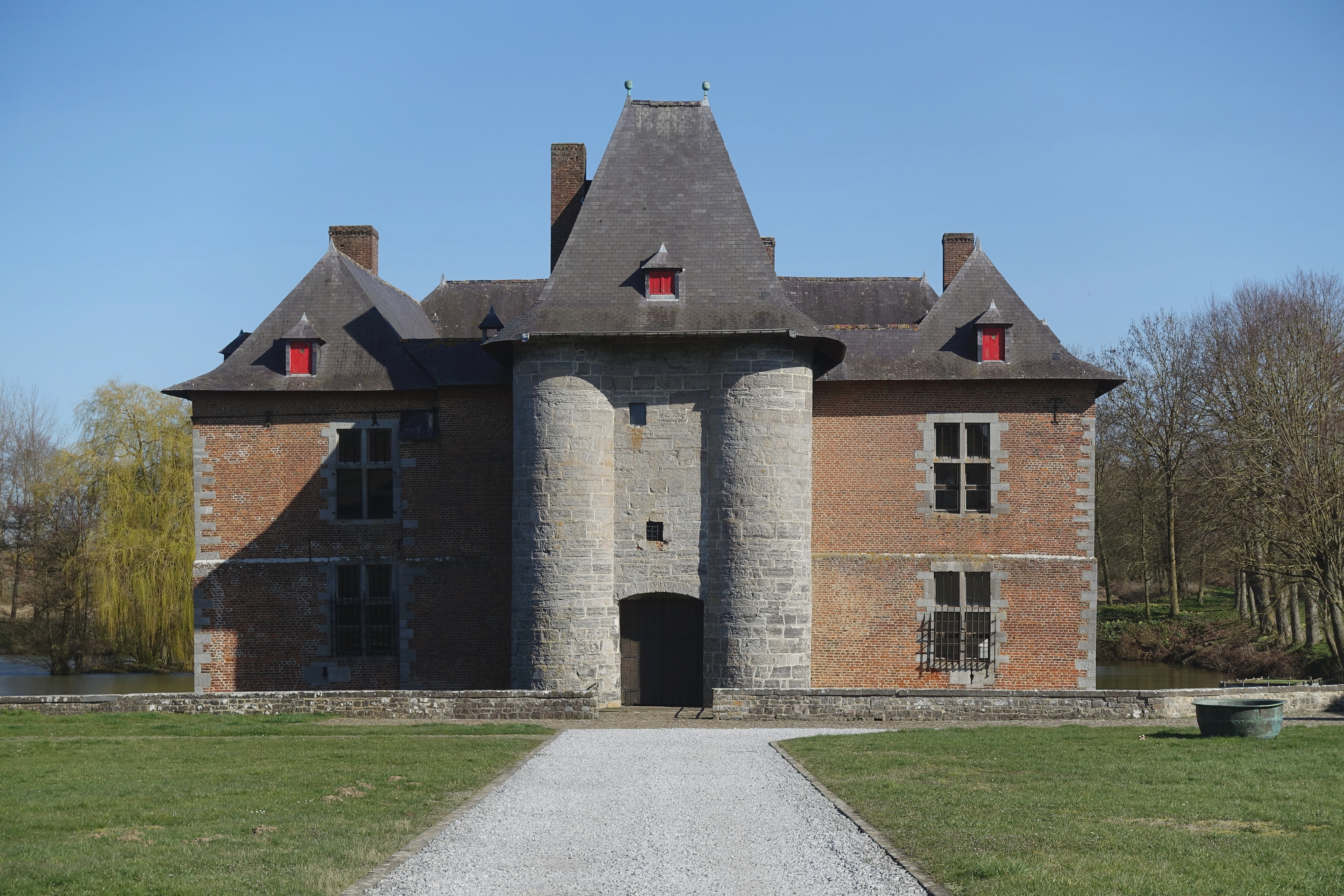
Le donjon-porche (XIIIe siècle).
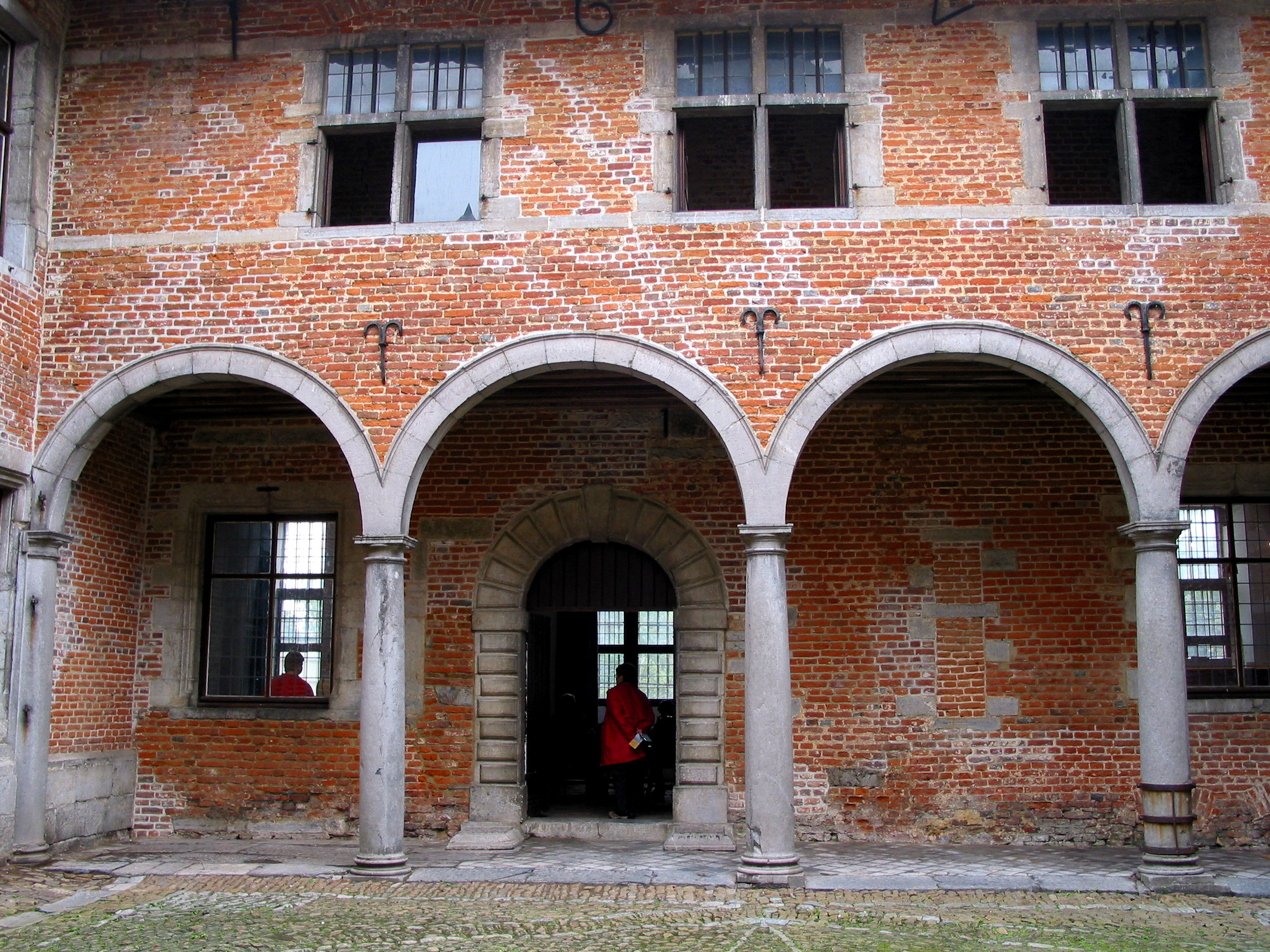
La galerie toscane (XVIIe siècle).